# Apolinarizem
Apolinarizem je kristološki nauk, ki ga je razvil Apolinarij iz Laodikeje in deluje v slogu kristologije logos-sarks ter tako skuša pojasniti način združevanja dveh narav Jezusa Kristusa, človeške in Božje. 
Ob rojstvu Jezusa naj bi tako Logos (ki je Božje narave) prevzel vlogo najvišjega dela duše (duha), pri čemer bi Kristusova človeška narava obsegala le telo in nižji del duše (animalično dušo). Nauk je bil zavrnjen že na carigrajskem, dokončno pa na kalcedonskem koncilu leta 451.
S tem je Apolinarij podal nastavke za kasnejši monofizitizem.